# Popis starorimskih gradova na Britaniji
Popis starorimskih gradova na Britaniji.
- Londinium
- Eboracum
- Camulodunum
- Bannaventa
- Caesaromagus
- Calleva Atrebatum
- Corinium Dobunnorum
- Deva Victrix
- Durovernum Cantiacorum
- Durnovaria
- Glevum
- Isca Augusta
- Isca Dumnoniorum
- Isurium Brigantum
- Lactodurum
- Lindum Colonia
- Luguvalium
- Moridunum
- Noviomagus Reginorum
- Petuaria
- Ratae Corieltauvorum
- Venta Belgarum
- Venta Icenorum
- Venta Silurum
- Verulamium
- Viroconium Cornoviorum

## Poveznice
- Britannia Superior
- Britannia Inferior
- starorimsko osvajanje Britanije